# 茶垢
茶垢别称茶渍、茶山、茶渣，指茶具内壁的垢物，因长期容放茶水聚积而成。茶壶的制作原料无论是陶、瓷、玻璃或金属，都因壶形曲圆且壶口狭窄，而使得其内壁难以清洗干净。茶壶长久盛放茶水，茶水中的各种化學成分沉淀于茶壶曲圆的内壁，日久聚积成一层茶垢。特别老的茶壶聚积厚厚的一层茶垢，在茶文化中称作“茶山”。这种带有一层茶山的茶壶往往可以增加茶壶的收藏价值。一些带有茶山的茶壶甚至可以单单地放进热开水，热水便可化解内壁的茶垢，化水为茶，誉称“无茶也有三分香”。一些人认为茶垢由于是茶水内原有的矿物堆积，所以有益于身体健康。另一些人认为茶垢含有较多的氧化物，如汞、铅、镉、砷等重金属矿物质，不宜于人的身体健康，甚至会导致各种癌疾病。一些报道称，虽然一些茶垢含有微量的汞和铅，但这主要源于沏茶所使用的白水的品质低劣，而非源于茶叶或茶垢本身的什么化学反应。